# Smekmånaden
Smekmånaden (engelska: Just Married) är en amerikansk långfilm från 2003 i regi av Shawn Levy, med Ashton Kutcher, Brittany Murphy, Christian Kane och David Moscow i rollerna.

## Handling
Tom och Sarah är nyförälskade och bestämmer sig för att gifta sig. Under smekmånaden händer allt möjligt. Både humor och drama finns med i denna romantiska komedi.

## Rollista
| Ashton Kutcher   | – Tom             |
| Brittany Murphy  | – Sarah           |
| Christian Kane   | – Peter Prentiss  |
| David Moscow     | – Kyle            |
| Monet Mazur      | – Lauren          |
| David Rasche     | – Mr. McNerney    |
| Thad Luckinbill  | – Willie McNerney |
| David Agranov    | – Paul McNerney   |
| Taran Killam     | – Dickie McNerney |
| Raymond J. Barry | – Mr. Leezak      |